# Lanzallamas ROKS
El ROKS-2 y el  ROKS-3 eran lanzallamas portátiles soviéticos empleados en la Segunda Guerra Mundial.

## Descripción
El ROKS-2 fue diseñado para no llamar la atención del enemigo, por lo cual los tanques de mezcla incendiaria y gas propulsor estaban ocultos bajo una cubierta de chapa de acero que se parecía a una mochila; el lanzador fue diseñado para verse como un fusil Mosin-Nagant estándar. El propósito de esto era evitar que el operador pase a ser el principal objetivo del enemigo. La mezcla incendiaria era encendida mediante el disparo de cartuchos 7,62 x 25 Tokarev modificados.
El ROKS-3 era un modelo simplificado para facilitar su producción, por lo que se descartó el camuflaje de la mochila, aunque mantuvo el lanzador que se parecía a un fusil. Ambos modelos tenían un tanque con una capacidad de 9 l de mezcla incendiaria. Esta era propulsada por nitrógeno comprimido a 115 bar y, en circunstancias ideales, tenía un alcance máximo de 45 m.

## Historial de combate

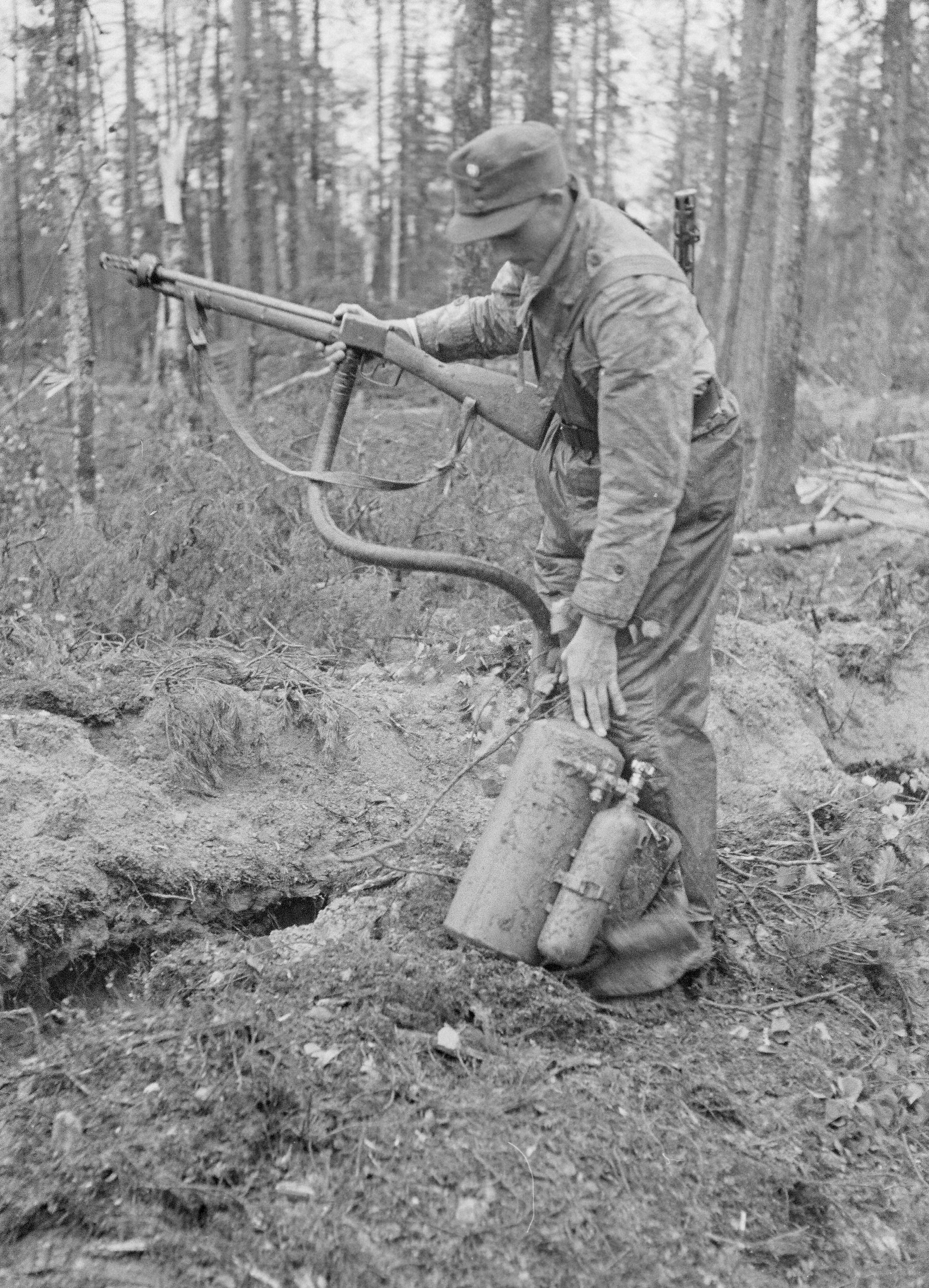
Soldado finlandés con un ROKS-3 capturado, junio de 1943.

El ROKS-2 fue empleado, entre otros enfrentamientos, en la lucha a corta distancia durante los primeros días de la Batalla de Kursk.
La designación finlandesa de los ROKS-2 capturados era liekinheitin M/41-r. Los lanzallamas soviéticos capturados fueron empleados por las fuerzas finlandesas durante la Guerra de Continuación. Eran operados por equipos de dos ingenieros de combate. Tenían una buena reputación entre los soldados finlandeses, aunque todos los modelos de lanzallamas fueron empleados en forma limitada por las fuerzas finlandesas.
La Unión Soviética suministró algunos lanzallamas ROKS-3 a Corea del Norte.